# Karl-Lothar Schulz
Karl-Lothar Schulz, född den 30 april 1907 i Königsberg, död den 26 september 1972 i Wiesbaden, var en tysk fallskärmsjägare och generalmajor i Luftwaffe under andra världskriget. Han var också mottagare av Riddarkorset av Järnkorset med eklöv och svärd.  

## Biografi
Schulz föddes den 30 april 1907 i staden Königsberg i dåvarande Ostpreussen. Efter att ha tagit examen vid Wilhelm-gymnasiet i Hamburg tog han 18 år gammal värvning i Riksvärnet. Från början var det menat att Schulz skulle bli artillerist, men på grund av överbemanning fick han istället tjänst vid den preussiska polisen. År 1933 förflyttades han till specialenheten Polizeiabteilung z.b.V. Wecke som samma år inkorporerades i det nygrundade Luftwaffe.

### Andra världskriget
1940 befordrades Schulz till kompanichef för 1. Fallschirmjäger-Division och deltog samma år i den tyska offensiven mot Västeuropa. Under invasionen av Holland fick han i uppdrag att säkra det strategiskt viktiga flygfältet vid Waalhaven, nära Rotterdam. Trots att de holländska försvararna hade tillgång till både luftvärn och pansar, så lyckades tyskarna landa utan större förluster. Med hjälp av soldater ur 22. Luftlande-Infanterie-Division, erövrade de därefter flygfältet och slog tillbaka en serie holländska motattacker.
Ett kort tag senare kapitulerade Holland. För sin roll i fälttåget belönades Schulz med Riddarkorset av Järnkorset, och deltog därefter i anfallet mot Kreta, för vilket han befordrades till major. Under den tyska invasionen av Sovjetunionen 1941, utmärkte sig Shulz under striderna vid Leningrad och upphöjdes till överste, samt kunde lägga till eklöv till sitt Riddarkors.
Åren 1944-45 tjänstgjorde han på den italienska fronten och deltog i slagen vid Anzio och Monte Cassino. Den 17 januari följande år erhöll han generalmajors grad, men blev senare tvungen att kapitulera till amerikanerna och hamna i krigsfångenskap. Ett par år senare var han åter på fri fot och slog sig ner staden Wiesbaden i Västtyskland, där han sedan avled den 26 september 1972, 65 år gammal.

## Befordringshistorik
| Datum            | Tjänstegrad              |
| ---------------- | ------------------------ |
| 1 april 1927     | Polizei-Wachtmeister     |
| 1 augusti 1930   | Polizei-Oberwachtmeister |
| 20 april 1934    | Polizei-Leutnant         |
| 1 september 1935 | Polizei-Oberleutnant     |
| 1 oktober 1935   | Löjtnant                 |
| 1 mars 1937      | Kapten                   |
| 19 juli 1940     | Major                    |
| 26 oktober 1942  | Överstelöjtnant          |
| 21 oktober 1943  | Överste                  |
| 17 januari 1945  | Generalmajor             |

## Bildgalleri

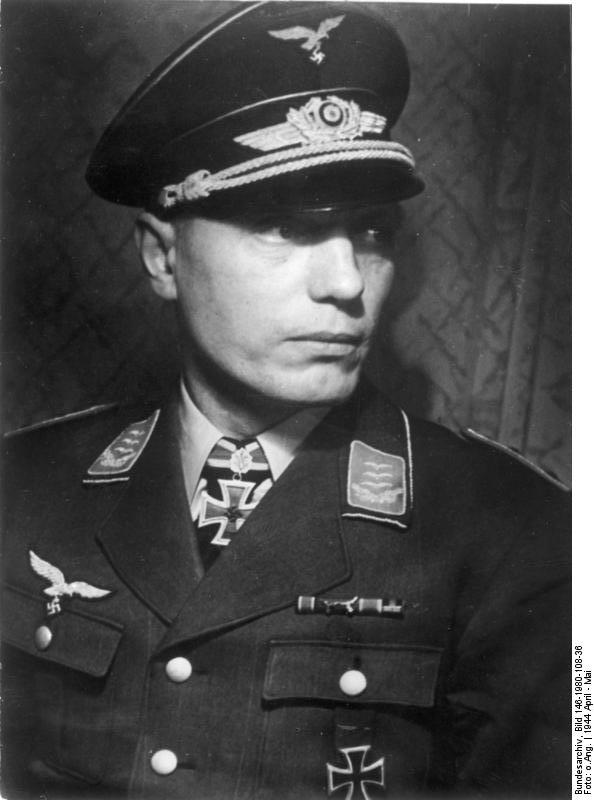
Karl-Lothar Schulz år 1944.
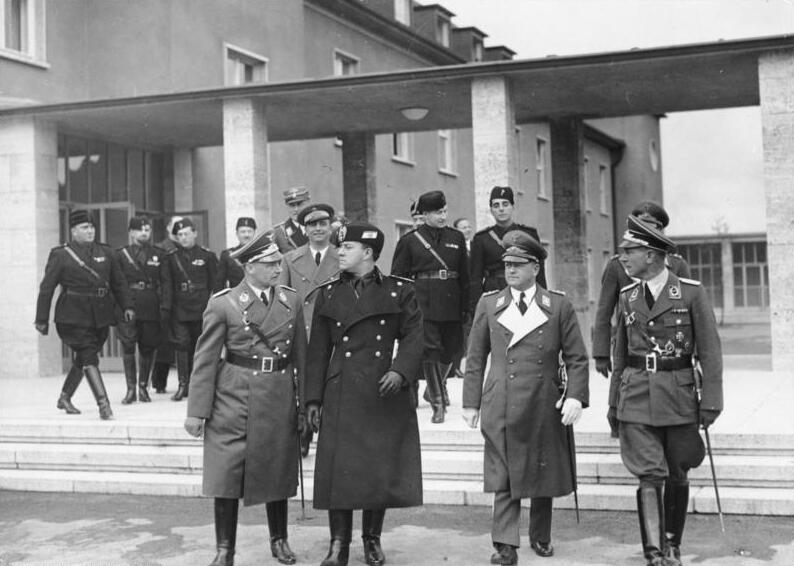
Schulz tillsammans med Galeazzo Ciano och Erhard Milch vid flygskolan i Berlin 1936.
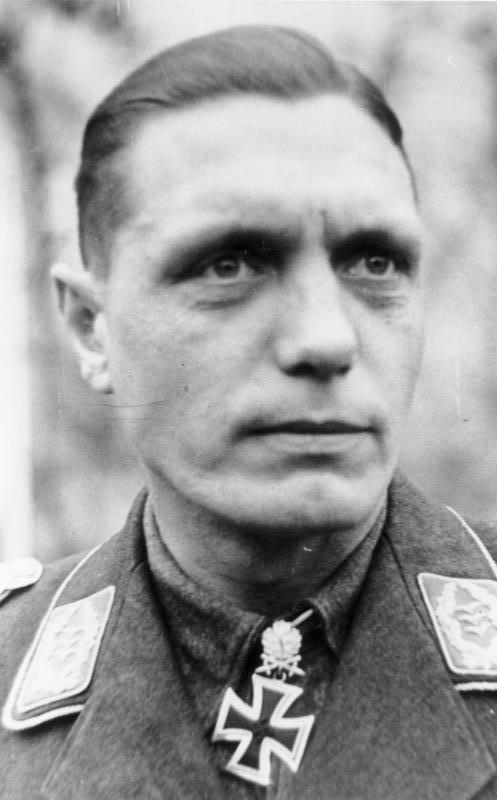
Karl-Lothar Schulz med Riddarkorset om halsen i maj 1944.

## Utmärkelser
Karl-Lothar Schulz utmärkelser
- Järnkorset (1939)
  - Andra klassen: 12 maj 1940
  - Första klassen: 12 maj 1940
- Tyska korset i guld: 26 februari 1942
- Riddarkorset av Järnkorset med eklöv och svärd
  - Riddarkorset: 24 maj 1940
  - Eklöv: 20 april 1944
  - Svärd: 18 november 1944
- Ärmelband Kreta